# Agnolo Niccolini
Angelo Nicolini o Niccolini (Firenze, 1505 – Siena, 15 agosto 1567) è stato un cardinale e arcivescovo cattolico italiano.

## Biografia
Di antica e nobile famiglia, Angelo o Agnolo, figlio di Matteo, nacque a Firenze nel 1505 e frequentò l'Università di Pisa, conseguendo il dottorato in utroque iure nel 1523. Nel 1530 si sposò con Alessandra di Vincenzo Ugolini da cui ebbe quattro figli. Fu consigliere e grande sostenitore del granduca Cosimo I, che gli affidò molti incarichi rilevanti fino a nominarlo senatore e ambasciatore toscano alla corte di papa Paolo III e, in seguito, a quella dell'Imperatore Carlo V.
Rimasto vedovo nel 1550, Angelo Nicolini cominciò ad avvicinarsi al mondo ecclesiastico. Dopo un ultimo impegno civile come governatore di Siena, dal 1557, diventò prete e, il 14 luglio del 1564, fu nominato arcivescovo di Pisa. L'anno seguente venne proclamato cardinale presbitero col titolo di San Callisto, partecipando poco dopo al conclave che elesse papa Pio V.
Morì alle 6 di sera del 15 agosto 1567, mentre si trovava a Siena. La sua salma fu trasferita nella città natale, dove ricevette sepoltura nella basilica di Santa Croce.